# Палома-Крік (Техас)
Палома-Крік (англ. Paloma Creek) — переписна місцевість (CDP) в США, в окрузі Дентон штату Техас. Населення — 3177 осіб (2020).

## Географія
Палома-Крік розташована за координатами 33°13′32″ пн. ш. 96°56′13″ зх. д. / 33.22556° пн. ш. 96.93694° зх. д. (33.225605, -96.937082).  За даними Бюро перепису населення США в 2010 році переписна місцевість мала площу 1,14 км², уся площа — суходіл.

## Демографія
Згідно з переписом 2010 року, у переписній місцевості мешкала 2501 особа в 776 домогосподарствах у складі 659 родин. Густота населення становила 2185 осіб/км².  Було 815 помешкань (712/км²).
Расовий склад населення:
| - 74,1 % — білих - 15,6 % — чорних або афроамериканців - 1,3 % — корінних американців - 1,2 % — азіатів - 5,1 % — осіб інших рас |

До двох чи більше рас належало 2,7 %. Частка іспаномовних становила 15,5 % від усіх жителів.
За віковим діапазоном населення розподілялося таким чином: 37,5 % — особи молодші 18 років, 60,3 % — особи у віці 18—64 років, 2,2 % — особи у віці 65 років та старші. Медіана віку мешканця становила 29,3 року. На 100 осіб жіночої статі у переписній місцевості припадало 95,8 чоловіків;  на 100 жінок у віці від 18 років та старших — 93,7 чоловіків також старших 18 років.
Середній дохід на одне домашнє господарство  становив 95 149 доларів США (медіана — 76 447), а середній дохід на одну сім'ю — 98 494 долари (медіана — 78 986). За межею бідності перебувало 6,3 % осіб, у тому числі 9,1 % дітей у віці до 18 років та 0,0 % осіб у віці 65 років та старших.
Цивільне працевлаштоване населення становило 1649 осіб. Основні галузі зайнятості: науковці, спеціалісти, менеджери — 20,3 %, роздрібна торгівля — 14,0 %, фінанси, страхування та нерухомість — 13,2 %.